# Проксеміка
Проксе́міка (англ. Proximity — близькість) — область соціальної психології, практичної психології і семіотики, що займається вивченням просторової і часово́ї знакової системи спілкування.
Виступаючи особливою знаковою системою, простір і час організації процесу спілкування несуть смислове навантаження, як компоненти комунікативної ситуації.
Проксеміка — одна з декількох підкатегорій у дослідженнях невербальної комунікації, яка охоплює вчення про дотики, кінесику/кінезику (рухи тіла), вчення про парамови та структуру часу.

## Міжособистісний простір
Антрополог Едвард Холл (Edward T. Hall) у 1950-х роках, досліджуючи особистісний простір людини в його повсякденній поведінці, позначає цим терміном «аналіз того як людина здійснює спонтанне структурування мікропростору  — міжсуб'єктного простору, організацію простору в своєму житлі, планування міського середовища». 
Теорія проксеміки на практиці
Теорія проксеміки використовується при формуванні стратегій придушення. Такі стратегії засновані на свідомому втручанні в інтимну зону людини, щоб зламати її волю до опору. Найуспішніше вторгнення в інтимну зону і придушення волі відбувається у тому випадку, якщо людина не може захиститися. При цьому, крім фізичної, завдається і психічна шкода. Приклад: практика роботи слідчих на допитах з метою натиснути на підозрюваного і «розколоти» його.
В рамках проксеміки вчені займаються проблемами:
- впливу дистанції між співрозмовниками на міжособистісне спілкування;
- міжкультурних відмінностей проксемної поведінки комунікантів;
- екології малих груп, що вивчає проксемну поведінку людей в формальних і неформальних ситуаціях;
- впливу щільності населення і натовпу на психічне здоров'я людини (density and crowding);
- використання правил просторової організації в віртуальному світі[1].

Форми ставлення до простору
Виокремлюють 4 форми ставлення людини до простору:
- персональний простір;
- індивідуальна дистанція;
- територіальність;
- персоналізація середовища.[2]

## Критика
Ем Гріффін у книзі «Перший погляд на теорію комунікації» зазначає, що критики теорії Голла висувають до неї такі звинувачення: різноманітні узагальнення, які при подальших дослідженнях дуже умовні (розподіл світу на контактних і неконтактних людей), культурні стереотипи (араби не мають почуття приватної зони поза своїми тілами), необґрунтовані твердження (вплив одного тіла на інше обернено пропорційне квадрату відстані, що розділяє їх), концептуальна плутанина (розпливчаста суміш культурного та біологічного детермінізму).
Книга Голла сповнена прикладів «потворних американців», які байдуже ставляться до звичаїв інших культур, що стосуються простору. Щоб ефективно взаємодіяти, Голл наполегливо рекомендує вчитися адаптувати нашу вербальну поведінку під комунікативні правила нашого партнера. Не можна перетинати межі дистанції без запрошення.
У своїй моделі теорії порушення очікувань Джуді Бергун запропонувала контраргумент Голлу. Існують ситуації, у яких найліпше порушити правила. За певних обставин порушення соціальних й особистих очікувань «найкраща стратегія, ніж підпорядкування». Порушення чийогось особистого простору, наприклад, порушує очікування гостьової сторони, яка «сприйматиметься як позитивна або негативна залежно від симпатії між двома людьми». Бергун припускає, що невербальна поведінка ретельно продумана, щоб відповідати правилам спілкування свого партнера, тоді як порушення певних соціальних й індивідуальних очікувань може бути «найвищою стратегією відповідності».
Голл провів мало досліджень для своєї проксемічної теорії: бесіди з чорношкірими, іспаномовними працівниками дали результати, радше пов'язані з візуальним контактом, ніж з міжособистісною відстанню. Цю теорію рівноваги розвинув англійський психолог Майкл Аргайл у 1965 році у праці «Візуальний контакт, відстань і зв'язок». Незалежно від співвідношення «дивимося-уникаємо», теорія припускає, що людина коригуватиме свої невербальні дії, щоб зберегти ступінь близькості. Аргайл стверджує, що відстань й очний (візуальний) контакт використовуються для врівноваження один одного у спробі підсвідомо зберегти статус-кво.
Якщо сама проксемічна теорія Голла вважається мало опрацьованою, її вплив на подальші дослідження великий, і термінологія активно використовується.

## Культурні відмінності
Дослідження комунікаційної проксеміки, проведені у семи країнах Європи, показали, що для особистого спілкування англійці використовують більше простору, ніж французи й італійці. Французи й італійці використовують більше особистого простору, ніж ірландці та шотландці, а вірмени та грузини при спілкуванні розташовуються ближче, ніж естонці. Тісному контакту віддають перевагу представникам регіонів з теплим кліматом, для регіонів з холодним кліматом характерне спілкування на далекій відстані та мінімум дотиків.
Згідно з дослідженнями 2017 року, в Румунії, Угорщині та Саудівській Аравії оптимальною між незнайомцями було відстань понад 120 см, водночас як в Аргентині, Перу, Україні та Болгарії — менше як 90 см.
При вторгненні в особистий простір представники індивідуалістських культур реагують більш агресивно та надають активний опір на відміну від представників колективістських культур. Незнання про просторові кордони може призвести до складнощів у спілкуванні або до міжкультурного конфлікту. Наприклад, загальне здивування й обурення викликали дії дружини Барака Обами у Букінгемському палаці на прийомі королеви Єлизавети II на честь очільників держав й урядів «великої двадцятки» у 2009 році. Мішель Обама поклала руку на плече Єлизавети II, тим самим порушивши монарший протокол: ніхто не має права торкатися британського монарха, який, навпаки, може торкнутися будь-кого свого підданого чи іноземця. Королева одразу ж усунулася. Історія широко обговорювалася у ЗМІ та соціальних мережах.

## Застосування

### Кінематограф
Проксеміка є значним елементом у кінематографі: по-перше, це розташування об'єктів й акторів у кадрі, іншими словами, мізансцена. По-друге, теорія проксеміки застосовується при розташуванні камери: під яким кутом і як близько камера знаходиться стосовно об'єкта.

### Соціальна робототехніка
Проксемічні зони були запропоновані як інструменти для контролю взаємодії між автономними роботами та людьми, наприклад, між самокерованими автомобілями та пішоходами. Навігація роботів часто контролюється за допомогою мапи витрат, які ці моделі пов'язують із проксемічними зонами.

### Реклама
Користувачі для яких реклама Facebook «дратівлива» та «нав'язлива» вважають її такою через те, що компанії вдирається на їхню територію соціального домінування за допомогою цільового, оплачуваного корпоративного спілкування. Ті, хто «ненавидить» отримувати цільові повідомлення у своїх профілях соціальних мереж, можуть відчувати розчарування. Цілком ймовірно, що ці користувачі докладають зусиль для створення та підтримки кордонів навколо своєї соціальної ролі лише для того, щоб рекламодавці подолали ці кордони за допомогою рекламного контенту.

### Кібербулінг
Кібербулінг — це комунікаційне явище, коли особа використовує електронні засоби масової інформації для переслідування однолітків. Підлітки віддають перевагу текстовим повідомленням або мережевого спілкування як альтернативі прямій бойовій взаємодії віч-на-віч, оскільки це допомагає уникнути нав'язаних соціальних норм, як-от «шкільні правила», які, ймовірно, будуть особливо репресивними щодо агресії за участю жінок. Онлайн-цькування має багато спільного з цькуванням у школі: в обох видах поведінки присутні переслідування, приниження, дражнення й агресія. Кібербулінг створює унікальні проблеми у тому сенсі, що злочинець може дотримуватись власної анонімності, а напади можуть вчинятися у будь-який час доби.
Основним фактором, який заохочує кібербулінг — можливість ховатися за щитом онлайн-анонімності. Іншими словами, соціальні медіа перетворюють соціальний простір віч-на-віч у віртуальний простір, де кібер-злочинець може сказати що завгодно про жертву без особистої зустрічі.

### Соціальне дистанціювання
Під час пандемії COVID-19 багато країн запровадили соціальне дистанціювання — вимогу дотримання максимальної дистанції між людьми. Ці відстані зазвичай були більшими, ніж під час звичайної взаємодії, і проксеміка може пояснити соціальні наслідки змін, включно з довгостроковими змінами в рівнях міжособистісної довіри.
За припущенням, через пандемію люди стали несхильними до обіймів і рукостискань. Довгострокові наслідки, якщо такі є, невизначені. У статті у «Psychology Today» авторка Джейн Адамс зазначила про «обмежувальний стиль» щодо поведінки людей під час контакту з іншими. За її словами: «Деякі зміни у взаємодії з іншими, можуть бути тимчасовими, тоді як інші можуть бути тривалими».